# Roxanne (canção)
"Roxanne" é uma canção da banda britânica The Police. Foi composta pelo vocalista e baixista Sting e lançada em 7 de abril de 1978 como single antes de ser incluída no álbum de estreia do grupo, Outlandos d'Amour, em novembro. Foi escrita do ponto de vista de um homem que se apaixona por uma prostituta. Em seu relançamento em 12 de abril de 1979, a canção alcançou a posição de número doze na parada de singles do Reino Unido.
Foi eleita uma das 500 melhores canções de todos os tempos pela revista Rolling Stone. Em 2008, entrou para o Hall da Fama do Grammy.

## Posição nas paradas musicais

### Paradas semanais
| Parada (1979–1980)                 | Melhor posição |
| ---------------------------------- | -------------- |
| Austrália (Kent Music Report)      | 34             |
| Canadá (RPM Top Singles)           | 31             |
| Irlanda (IRMA)                     | 22             |
| Países Baixos (Dutch Top 40)       | 21             |
| Países Baixos (Single Top 100)     | 19             |
| Nova Zelândia (Recorded Music NZ)  | 8              |
| Reino Unido (UK Singles Chart)     | 12             |
| Estados Unidos (Billboard Hot 100) | 32             |
| Estados Unidos (Cash Box)          | 31             |
| Estados Unidos (Record World)      | 39             |

| Parada (1982)                         | Melhor posição |
| ------------------------------------- | -------------- |
| Estados Unidos (Billboard Top Tracks) | 28             |

| Parada (1997–1998)                            | Melhor posição |
| --------------------------------------------- | -------------- |
| Bélgica (Ultratip Bubbling Under de Flandres) | 19             |
| Países Baixos (Dutch Top 40)                  | 38             |
| Países Baixos (Single Top 100)                | 69             |
| Reino Unido (UK Singles Chart)                | 17             |
| Estados Unidos (Billboard Hot 100)            | 59             |

| Parada (2012) | Melhor posição |
| ------------- | -------------- |
| França (SNEP) | 195            |

### Paradas de fim de ano
| Parada (1979)         | Posição |
| --------------------- | ------- |
| Canadá (RPM)          | 195     |
| Nova Zelândia (RIANZ) | 43      |

| Parada (2019)  | Posição |
| -------------- | ------- |
| Portugal (AFP) | 1169    |

## Certificações
| Região                                                                                             | Certificação | Vendas   |
| -------------------------------------------------------------------------------------------------- | ------------ | -------- |
| Itália (FIMI)                                                                                      | Ouro         | 25,000*  |
| Reino Unido (BPI)                                                                                  | Platina      | 600,000^ |
| *números de vendas baseados somente na certificação ^distribuições baseadas apenas na certificação |              |          |

## Outras versões
Em 2012, a canção foi regravada pela cantora Juliet Simms para o programa de televisão The Voice. Sua versão atingiu a posição 86 na Billboard Hot 100.